# 시선속도
시선속도(視線速度, Radial velocity)란 어떤 물체의 시선방향으로의 속도를 말한다. 즉, 관측자 쪽으로 일직선방향으로 다가오거나 멀어지는 속도이다. 상당한 시선속도를 가진 물체에서 나오는 빛은 도플러 효과를 일으킨다. 빛의 진동수는 멀어지는 물체에 대해서는 감소하고, 다가오는 물체에 대해서는 증가한다.
별이나 빛이 나는 멀리 있는 물체의 시선속도는 고해상도 스펙트럼(high-resolution spectrum)을 실험실에서 측정돼 알고 있는 스펙트럼선의 파장과 비교해 직접적으로 측정할 수 있다. 관례적으로 양(陽)의 시선속도는 물체가 멀어지고 있다는 것을 의미한다. 만약 시선속도가 음(陰)의 수라면 물체는 다가오고 있는 것이다.
많은 이중성에서, 궤도운동은 보통 수 km/s의 시선속도를 일으킨다. 이런 별들의 스펙트럼은 도플러효과에 의해 변하기 때문에 이러한 이중성을 분광쌍성이라고 한다. 시선속도의 연구를 통해 별의 질량과 이심률(離心率)이나 궤도장반경과 같은 궤도요소를 추정할 수 있다. 이 방법은 또한 별주위의 행성을 발견하는데 사용되는데, 행성의 질량은 별에 비해 매우 작기 때문에 별을 아주 약간 움직이게 하고 이는 약간의 스펙트럼선의 변화로 나타난다. 이 변화주기를 통해 행성의 공전주기를, 변화량을 통해 행성의 질량을 계산해 낼 수 있다.

## 같이 보기
- 도플러 효과
- 르베그 공간